# Episodi di Zettai karen children
Questa è la lista degli episodi della serie anime Zettai karen children, prodotto da SynergySP e trasmessa da TV Tokyo dal 6 aprile 2008., ogni domenica alle 10:00 (ora locale).
| Nº       | Giapponese 「Kanji」 - Rōmaji                                                                 | In onda           | In onda |
| Nº       | Giapponese 「Kanji」 - Rōmaji                                                                 | Giapponese        |         |
| 1        | 「絶対可憐！その名はザ・チルドレン」 - Zettai Karen! Sono na ha "The Children"                | 6 aprile 2008     |         |
| 2        | 「高枕無憂！バベルの塔はそびえたつ」 - Kōchin Muyū! Baberu no Tō wa Sobietatsu                | 13 aprile 2008    |         |
| 3        | 「悪木盗泉！エスパーはつらいよ」 - Akuboku Tōsen! Esupā wa Tsurai yo                          | 20 aprile 2008    |         |
| 4        | 「柳暗花明！いけいけ♥プリティ女子高生」 - Ryūankamei! Ike Ike Puritī Joshikōsei               | 27 aprile 2008    |         |
| 5        | 「油断大敵！フツー入ってこないよね」 - Yudantaiteki! Futsū Haitte Konai yo ne                 | 4 maggio 2008     |         |
| 6        | 「喧嘩上等！クラスメイトの目の前で…!?」 - Kenka Jōtō! Kurasumeito no Me no Mae de...!?        | 11 maggio 2008    |         |
| 7        | 「平々凡々！しばられたチルドレン」 - Heihei Bonbon! Shibarareta Chirudoren                    | 18 maggio 2008    |         |
| 8        | 「兵部京介！あ、出ちゃったの？」 - Hyōbu Kyōsuke! A, Dechatta no?                             | 25 maggio 2008    |         |
| 9        | 「容姿端麗！あたしたちがオトナに!?」 - Yōshitanrei! Atashitachi ga Otona ni!?                 | 1º giugno 2008    |         |
| 10       | 「釜中之魚！いそげバベル2!!」 - Fuchū no Uo! Isoge Baberu 2!!                                 | 8 giugno 2008     |         |
| 11       | 「露天風呂！湯けむりに光る目」 - Rotenburo! Yukemuri ni Hikaru Me                             | 15 giugno 2008    |         |
| 12       | 「前途遼遠！日本の未来をテレポート！！」 - Zentoryōen! Nihon no Mirai o Terepōto!!            | 22 giugno 2008    |         |
| 13       | 「家庭崩壊？ゴクラク大作戦！！」 - Katei Hōkai? Gokuraku Daisakusen!!                         | 29 giugno 2008    |         |
| 14       | 「頭脳明晰！？チルドレンはメイ探偵」 - Zunōmeiseki!? Chirudoren wa Meitantei                  | 6 luglio 2008     |         |
| 15       | 「金科玉条！逃げちゃダメ！！」 - Kinkagyokujō! Nigecha Dame!!                                 | 13 luglio 2008    |         |
| 16       | 「一諾千金！遠い日の思い出…」 - Ichidakusenkin! Tōi Hi no Omoide...                           | 20 luglio 2008    |         |
| 17       | 「弱肉強食！食べちゃうゾ♪」 - Jakunikukyōshoku! Tabechau zo                                   | 27 luglio 2008    |         |
| 18       | 「熱愛発覚！チルドレン解散の危機！」 - Netsuai Hakkaku! Chirudoren Kaisan no Kiki!            | 3 agosto 2008     |         |
| 19       | 「暴走天使！ウチのナオミにかぎって･･･！」 - Bōsō Tenshi! Uchi no Naomi ni Kagitte...!         | 10 agosto 2008    |         |
| 20       | 「超獣戯画！時にはケダモノのように･･･」 - Chōjū Giga! Toki ni wa Kedamono no yō ni...         | 17 agosto 2008    |         |
| 21       | 「器用貧乏！彼は何で怒ったか!?」 - Kiyōbinbō! Kare wa Nande Okottaka!?                        | 24 agosto 2008    |         |
| 22       | 「孟母三遷!皆本、凶弾に散る!?」 - Mōbosansen! Minamoto, Kyōdan ni chiru!?                     | 31 agosto 2008    |         |
| 23       | 「急転直下!奪われちゃった…!」 - Kyūtenchokka! Ubaware chatta...!                              | 7 settembre 2008  |         |
| 24       | 「専業主夫！洗われちゃった・・・！」 - sengyō shufu! arawa re chatta...!                      | 14 settembre 2008 |         |
| 25       | 「安産祈願！こんにちは、赤ちゃん」 - anzan kigan! konnichiha, akachan                         | 21 settembre 2008 |         |
| 26       | 「予知改変？未来は踊る！」 - yochi kaihen? mirai ha odoru!                                    | 28 settembre 2008 |         |
| 27       | 「宣戦布告！パンドラからの挑戦状」 - sensenfukoku! pandora karano chōsenjō                    | 5 ottobre 2008    |         |
| 28       | 「羞月閉花！蕾見チュー意報」 - Shugetsuheika! Tsubomi Chūihō                                  | 12 ottobre 2008   |         |
| 29       | 「手練手管！天国に一番近い海」 - tedare tekuda! tengoku ni ichibanchikai umi                  | 19 ottobre 2008   |         |
| 30       | 「呉越同舟！ご金庫破りは計画的に♥」 - goetsudōshū! go kinko yaburi ha keikakuteki ni♥         | 26 ottobre 2008   |         |
| 31       | 「世界遺産！ほな、京都に行こか！」 - sekai isan! hona, kyōto ni iko ka!                       | 2 novembre 2008   |         |
| 32       | 「珍味佳肴！タッチ・ミー・イフ・ユー・キャン」 - chinmi ka sakana! tacchi. mii. ifu. yū. kyan | 9 novembre 2008   |         |
| 33       | 「秋之行楽！ランチボックスは薮の中」 - aki yuki kōraku! ranchibokkusu ha yabu no naka         | 16 novembre 2008  |         |
| 34       | 「朝蝿暮蚊！皆本が手をする足をする!?」 - asa hae kure ka! mina hon ga te wosuru ashi wosuru!? | 23 novembre 2008  |         |
| 35       | 「多情多恨！初音の家出」 - tajō ta kon! hatsu oto no iede                                     | 30 novembre 2008  |         |
| 36       | 「男子禁制！天使たちの午後」 - danshi kinsei! tenshi tachino gogo                             | 7 dicembre 2008   |         |
| 37       | 「強敵来襲！ブラック・ファントム」 - kyōteki raishū! burakku. fantomu                         | 14 dicembre 2008  |         |
| 38       | 「胡蝶之夢！ドリームメイカー」 - kochō yuki yume! doriimumeikaa                               | 21 dicembre 2008  |         |
| 39       | 「夢幻泡影！サイコダイバーズ」 - mugen awa kage! saikodaibaazu                                | 28 dicembre 2008  |         |
| Speciale | 「大盤振舞! 奈津子とほたるのバベル通信」 - oobanburumai! natsuko to hotaru no baberu tsūshin  | 4 gennaio 2009    |         |
| 40       | 「蕾見山荘！突入せよ！」 - Tsubomi Sansō! Totsunyū Seyo!                                      | 11 gennaio 2009   |         |
| 41       | 「比翼連理！国王陛下のチルドレン」 - hi tsubasa ren ri! kokuō heika no chirudoren             | 18 gennaio 2009   |         |
| 42       | 「合体問題！ファンタスティック・トイ」 - gattai mondai! fantasuteikku. toi                    | 25 gennaio 2009   |         |
| 43       | 「合縁奇縁！キャロライン、運命の再会」 - gō heri kien! kyarorain, unmei no saikai             | 1º febbraio 2009  |         |
| 44       | 「愛別離苦！キャリー、永遠の別れ」 - aibetsu ri ku! kyari1, eien no wakare                    | 8 febbraio 2009   |         |
| 45       | 「天賦自然！ギフト・オブ・チルドレン」 - tenpu shizen! gifuto. obu. chirudoren                | 15 febbraio 2009  |         |
| 46       | 「疑心暗鬼！その通りになるのです帳」 - gishin'anki! sono toori ninarunodesu chō               | 22 febbraio 2009  |         |
| 47       | 「一場春夢！明日の想い出」 - ichi ba haru yume! ashita no omoide                              | 1º marzo 2009     |         |
| 48       | 「理力騒然！見えざる脅威」 - ri chikara sōzen! mie zaru kyōi                                  | 8 marzo 2009      |         |
| 49       | 「有為転変！えっ、皆本が!?」 - uitenpen! etsu, mina hon ga!?                                  | 15 marzo 2009     |         |
| 50       | 「一意奮闘！オーバー・ザ・フューチャー」 - ichii funtō! ōbaa. za. fuyūchaa                    | 22 marzo 2009     |         |
| 51       | 「桜花爛漫！じゃあまたね」 - ōkaranman! jaamatane                                             | 29 marzo 2009     |         |